# Tour de France 2019 – 17. etap
17. etap kolarskiego wyścigu Tour de France 2019 odbył się 24 lipca na trasie liczącej 200 km. Start etapu miał miejsce w Pont du Gard, a meta w Gap.

## Klasyfikacja etapu
| \| Klasyfikacja etapu \| Klasyfikacja etapu \| Klasyfikacja etapu \| Klasyfikacja etapu \| Klasyfikacja etapu \| \| Kolarz \| Kolarz \| Państwo \| Drużyna \| Czas \| \| ------------------ \| ------------------- \| ------------------ \| -------------------------- \| ------------------ \| \| 1. \| Matteo Trentin \| Włochy \| Mitchelton-Scott \| 4h 21' 36" \| \| 2. \| Kasper Asgreen \| Dania \| Deceuninck-Quick Step \| + 37" \| \| 3. \| Greg Van Avermaet \| Belgia \| CCC Team \| + 41" \| \| 4. \| Bauke Mollema \| Holandia \| Trek-Segafredo \| + 41" \| \| 5. \| Dylan Teuns \| Belgia \| Bahrain-Merida \| + 41" \| \| 6. \| Gorka Izagirre \| Hiszpania \| Astana \| + 41" \| \| 7. \| Daniel Oss \| Włochy \| Bora-Hansgrohe \| + 44" \| \| 8. \| Pierre-Luc Périchon \| Francja \| Cofidis, Solutions Crédits \| + 50" \| \| 9. \| Toms Skujiņš \| Łotwa \| Trek-Segafredo \| + 50" \| \| 10. \| Jesús Herrada \| Hiszpania \| Cofidis, Solutions Crédits \| + 55" \| |                     |           |                            |            |
| |                     |           |                            |            |
| Źródło: ProCyclingStats |                     |           |                            |            |
| Klasyfikacja etapu |                     |           |                            |            |
| Kolarz | Kolarz              | Państwo   | Drużyna                    | Czas       |
| 1. | Matteo Trentin      | Włochy    | Mitchelton-Scott           | 4h 21' 36" |
| 2. | Kasper Asgreen      | Dania     | Deceuninck-Quick Step      | + 37"      |
| 3. | Greg Van Avermaet   | Belgia    | CCC Team                   | + 41"      |
| 4. | Bauke Mollema       | Holandia  | Trek-Segafredo             | + 41"      |
| 5. | Dylan Teuns         | Belgia    | Bahrain-Merida             | + 41"      |
| 6. | Gorka Izagirre      | Hiszpania | Astana                     | + 41"      |
| 7. | Daniel Oss          | Włochy    | Bora-Hansgrohe             | + 44"      |
| 8. | Pierre-Luc Périchon | Francja   | Cofidis, Solutions Crédits | + 50"      |
| 9. | Toms Skujiņš        | Łotwa     | Trek-Segafredo             | + 50"      |
| 10. | Jesús Herrada       | Hiszpania | Cofidis, Solutions Crédits | + 55"      |

## Klasyfikacje po etapie

### Klasyfikacja generalna(Maillot Jaune)
| \| Klasyfikacja generalna \| Klasyfikacja generalna \| Klasyfikacja generalna \| Klasyfikacja generalna \| Klasyfikacja generalna \| \| Kolarz \| Kolarz \| Państwo \| Drużyna \| Czas \| \| ---------------------- \| ---------------------- \| ---------------------- \| ---------------------- \| ---------------------- \| \| 1. \| Julian Alaphilippe \| Francja \| Deceuninck-Quick Step \| 69h 39' 16" \| \| 2. \| Geraint Thomas \| Wielka Brytania \| Team Ineos \| + 1' 35" \| \| 3. \| Steven Kruijswijk \| Holandia \| Team Jumbo-Visma \| + 1' 47" \| \| 4. \| Thibaut Pinot \| Francja \| Groupama-FDJ \| + 1' 50" \| \| 5. \| Egan Bernal \| Kolumbia \| Team Ineos \| + 2' 02" \| \| 6. \| Emanuel Buchmann \| Niemcy \| Bora-Hansgrohe \| + 2' 14" \| \| 7. \| Mikel Landa \| Hiszpania \| Movistar Team \| + 4' 54" \| \| 8. \| Alejandro Valverde \| Hiszpania \| Movistar Team \| + 5' 00" \| \| 9. \| Rigoberto Urán \| Kolumbia \| EF Education First \| + 5' 33" \| \| 10. \| Richie Porte \| Australia \| Trek-Segafredo \| + 6' 30" \| |                    |                 |                       |             |
| |                    |                 |                       |             |
| Źródło: ProCyclingStats |                    |                 |                       |             |
| Klasyfikacja generalna |                    |                 |                       |             |
| Kolarz | Kolarz             | Państwo         | Drużyna               | Czas        |
| 1. | Julian Alaphilippe | Francja         | Deceuninck-Quick Step | 69h 39' 16" |
| 2. | Geraint Thomas     | Wielka Brytania | Team Ineos            | + 1' 35"    |
| 3. | Steven Kruijswijk  | Holandia        | Team Jumbo-Visma      | + 1' 47"    |
| 4. | Thibaut Pinot      | Francja         | Groupama-FDJ          | + 1' 50"    |
| 5. | Egan Bernal        | Kolumbia        | Team Ineos            | + 2' 02"    |
| 6. | Emanuel Buchmann   | Niemcy          | Bora-Hansgrohe        | + 2' 14"    |
| 7. | Mikel Landa        | Hiszpania       | Movistar Team         | + 4' 54"    |
| 8. | Alejandro Valverde | Hiszpania       | Movistar Team         | + 5' 00"    |
| 9. | Rigoberto Urán     | Kolumbia        | EF Education First    | + 5' 33"    |
| 10. | Richie Porte       | Australia       | Trek-Segafredo        | + 6' 30"    |

### Klasyfikacja punktowa(Maillot Vert)
| Klasyfikacja punktowa | Klasyfikacja punktowa | Klasyfikacja punktowa | Klasyfikacja punktowa | Klasyfikacja punktowa |
| Kolarz                | Kolarz                | Państwo               | Drużyna               | Punkty                |
| --------------------- | --------------------- | --------------------- | --------------------- | --------------------- |
| 1.                    | Peter Sagan           | Słowacja              | Bora-Hansgrohe        | 309 pkt               |
| 2.                    | Elia Viviani          | Włochy                | Deceuninck-Quick Step | 224 pkt               |
| 3.                    | Sonny Colbrelli       | Włochy                | Bahrain-Merida        | 203 pkt               |
| 4.                    | Michael Matthews      | Australia             | Team Sunweb           | 201 pkt               |
| 5.                    | Caleb Ewan            | Australia             | Lotto-Soudal          | 198 pkt               |
| 6.                    | Matteo Trentin        | Włochy                | Mitchelton-Scott      | 180 pkt               |
| 7.                    | Jasper Stuyven        | Belgia                | Trek-Segafredo        | 157 pkt               |
| 8.                    | Greg Van Avermaet     | Belgia                | CCC Team              | 134 pkt               |
| 9.                    | Julian Alaphilippe    | Francja               | Deceuninck-Quick Step | 117 pkt               |
| 10.                   | Dylan Groenewegen     | Holandia              | Team Jumbo-Visma      | 116 pkt               |

### Klasyfikacja górska(Maillot à Pois Rouges)
| Klasyfikacja górska | Klasyfikacja górska | Klasyfikacja górska | Klasyfikacja górska        | Klasyfikacja górska |
| Kolarz              | Kolarz              | Państwo             | Drużyna                    | Punkty              |
| ------------------- | ------------------- | ------------------- | -------------------------- | ------------------- |
| 1.                  | Tim Wellens         | Belgia              | Lotto-Soudal               | 64 pkt              |
| 2.                  | Thibaut Pinot       | Francja             | Groupama-FDJ               | 50 pkt              |
| 3.                  | Thomas De Gendt     | Belgia              | Lotto-Soudal               | 38 pkt              |
| 4.                  | Julian Alaphilippe  | Francja             | Deceuninck-Quick Step      | 33 pkt              |
| 5.                  | Giulio Ciccone      | Włochy              | Trek-Segafredo             | 30 pkt              |
| 6.                  | Simon Yates         | Wielka Brytania     | Mitchelton-Scott           | 29 pkt              |
| 7.                  | Xandro Meurisse     | Belgia              | Wanty-Gobert               | 27 pkt              |
| 8.                  | Steven Kruijswijk   | Holandia            | Team Jumbo-Visma           | 24 pkt              |
| 9.                  | Emanuel Buchmann    | Niemcy              | Bora-Hansgrohe             | 24 pkt              |
| 10.                 | Natnael Berhane     | Erytrea             | Cofidis, Solutions Crédits | 20 pkt              |

### Klasyfikacja młodzieżowa(Maillot Blanc)
| Klasyfikacja młodzieżowa | Klasyfikacja młodzieżowa | Klasyfikacja młodzieżowa | Klasyfikacja młodzieżowa | Klasyfikacja młodzieżowa |
| Kolarz                   | Kolarz                   | Państwo                  | Drużyna                  | Czas                     |
| ------------------------ | ------------------------ | ------------------------ | ------------------------ | ------------------------ |
| 1.                       | Egan Bernal              | Kolumbia                 | Team Ineos               | 69h 41' 18"              |
| 2.                       | David Gaudu              | Francja                  | Groupama-FDJ             | + 13' 31"                |
| 3.                       | Enric Mas                | Hiszpania                | Deceuninck-Quick Step    | + 42' 00"                |
| 4.                       | Laurens De Plus          | Belgia                   | Team Jumbo-Visma         | + 49' 15"                |
| 5.                       | Giulio Ciccone           | Włochy                   | Trek-Segafredo           | + 51' 24"                |
| 6.                       | Gregor Mühlberger        | Austria                  | Bora-Hansgrohe           | + 51' 49"                |
| 7.                       | Lennard Kämna            | Niemcy                   | Team Sunweb              | + 1h 24' 10"             |
| 8.                       | Nils Politt              | Niemcy                   | Katusha-Alpecin          | + 1h 25' 22"             |
| 9.                       | Tiesj Benoot             | Belgia                   | Lotto-Soudal             | + 1h 28' 09"             |
| 10.                      | Gianni Moscon            | Włochy                   | Team Ineos               | + 1h 35' 29"             |

### Klasyfikacja drużynowa(Classement par Équipe)
| Klasyfikacja drużynowa | Klasyfikacja drużynowa | Klasyfikacja drużynowa       | Klasyfikacja drużynowa |
| Drużyna                | Drużyna                | Państwo                      | Czas                   |
| ---------------------- | ---------------------- | ---------------------------- | ---------------------- |
| 1.                     | Trek-Segafredo         | Stany Zjednoczone            | 208h 59' 41"           |
| 2.                     | Movistar Team          | Hiszpania                    | + 8' 13"               |
| 3.                     | UAE Team Emirates      | Zjednoczone Emiraty Arabskie | + 46' 23"              |
| 4.                     | Bora-hansgrohe         | Niemcy                       | + 47' 40"              |
| 5.                     | EF Education First     | Stany Zjednoczone            | + 55' 33"              |
| 6.                     | Ineos                  | Wielka Brytania              | + 56' 15"              |
| 7.                     | Groupama-FDJ           | Francja                      | + 1h 02' 45"           |
| 8.                     | Mitchelton-Scott       | Australia                    | + 1h 07' 53"           |
| 9.                     | Team Jumbo-Visma       | Holandia                     | + 1h 15' 29"           |
| 10.                    | AG2R La Mondiale       | Francja                      | + 1h 20' 56"           |